# Capocomico
Il capocomico è una professione del teatro formalmente scomparsa dopo l'avvento della regia teatrale.
Per capocomicato si intendeva la direzione artistica e legale di una compagnia teatrale: la figura preposta a questo incarico, il capocomico per l'appunto, era il responsabile della scelta del copione da inscenare, dell'ingaggio degli attori e della messa in scena. Nella commedia latina, può essere identificato con il dominus gregis.
Figura presente già nelle antiche compagnie italiane del XVI secolo, nella commedia dell'arte italiana
nel teatro del XIX e prima parte del XX secolo assunse spesso anche le competenze dell'imprenditore teatrale: a suo carico vi era infatti anche la gestione contrattuale e finanziaria (se non perfino legale) dell'intera produzione teatrale.
Tra gli incarichi più particolari il capocomico francese già verso la fine del Cinquecento rivolgeva al pubblico il cosiddetto compliment, consistente nel ringraziamento e nell'annunciazione delle rappresentazioni successive; questa abitudine rimase in voga almeno fino ai tempi della Rivoluzione francese e si può accostare al fervorino, rimasto in vigore in Italia sino alla fine dell'Ottocento, durante il quale il capocomico, prima dello spettacolo vero e proprio, si rivolgeva al pubblico non solo per le stesse motivazioni del suo collega d'oltralpe ma anche per scambiare battute, barzellette e soprattutto per invitare gli ascoltatori ad affollare il teatro.
Alla fine dell'Ottocento sorse la figura del direttore artistico, che sgravò il capocomico da alcune responsabilità tipiche dell'impresario teatrale e del regista moderno.